# Yossele Rosenblatt
Josef "Yossele" Rosenblatt, född 1882 i Bila Tserkva i Kejsardömet Ryssland, men i nuvarande Ukraina, död 1933 i Jerusalem i Brittiska Palestinamandatet, var en amerikansk cantor, kompositör, sångare, dirigent, skådespelare och chazzan.
Rosenblatt blev berömd genom sin roll i filmen Jazzsångaren från 1927. Där spelar han sig själv och sjunger även en kaddish.
Av sin samtid ansågs han vara en av de största kantorerna (chazzan). Rosenblatt började tidigt sjunga i den lokala kören i synagogan. Efter en framgångsrik karriär i Europa flyttade han 1912 till USA. Rosenblatt dog 1933 av ett hjärtinfarkt.